# ラサ・デ・セラ

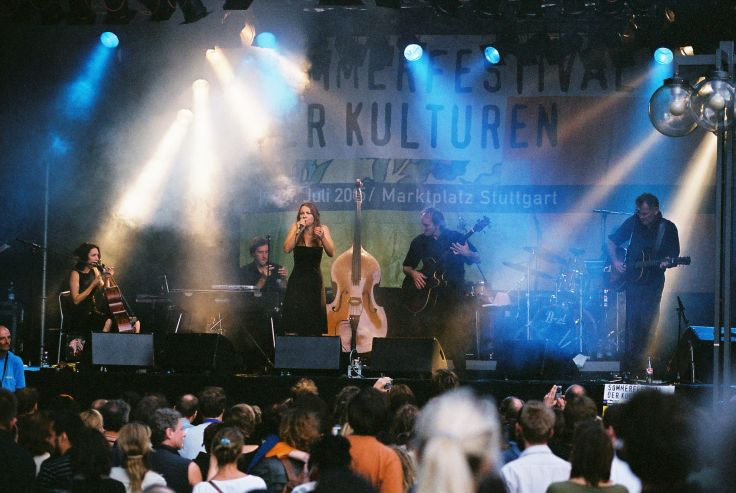
パフォーマンスするラサ（2005年）

ラサ・デ・セラ（Lhasa de Sela、1972年9月27日 - 2010年1月1日）は、単にラサ（Lhasa）の名でも知られるアメリカ生まれのシンガーソングライターである。メキシコとアメリカで育ち、成人後はカナダとフランスを拠点に活動した。ラサ・デ・セラのファースト・アルバム『La Llorona』（ラ・ヨロナ/The Weeping Woman）は、カナダでプラチナムディスクの売上を記録し、ラサはカナダ国内の音楽賞であるフェリクス賞とジュノー賞を受賞した。

## 死去
2010年1月1日夕方、21ヶ月間の乳癌との闘病生活の末、ラサ・デ・セラは、モントリオールの自宅で死亡した。37歳没。遺族には、パートナーのライアン・モーリー、ラサの両親、ラサの9人の兄弟姉妹がいる。本人の生前の希望に従い、遺体は火葬された。

## ディスコグラフィ

### スタジオ・アルバム
- La Llorona (1997年)
- The Living Road (2003年)
- 『ラサ』 - Lhasa (2009年)

### ライブ・アルバム
- Live in Reykjavik (2017年)

## フィルモグラフィ
- El Desierto (1997年)
- Con toda palabra (2005年)
- Rising (2009年)
- Cold Souls (2009年)